# 林奇角
75°5′S 137°44′W / 75.083°S 137.733°W
林奇角（英語：Lynch Point）是南極洲的海岬，位於瑪麗伯德地，處於弗羅斯特曼冰川和赫爾冰川之間，由美國的研究隊發現，現時由南極條約體系管理。